# Саметь
Са́меть (рос. Саметь) — село в Костромському районі Костромської області Російської федерації. Входить до складу сільського поселення Шунгенське.

## Історія
У перепису 1606 року записано: «Погост Саметь, а на цвинтарі церква Миколи, а в чотирьох келіях живуть жебраки, та 20 дворів селянських порожніх, а сказали що побиті литовськими людьми а інші від литовського розорення зубожіли ходять світом і годуються ім'ям Христовим…».
Здавна у селі розвивався промисел художнього плетіння кошиків з візерунчастим орнаментом.
За часів Радянської влади село було центральною садибою колгоспу «12-й Жовтень», створеного 1929 року. На його землях вирощувалась відмінна картопля. Також відоме молочною фермою, де утримували елітне стадо корів «Костромської» породи.

## Пам'ятки
Головною архітектурною пам'яткою села є церква Миколи Чудотворця, збудована 1768 року.

## Відомі люди
- Єгорова Марія Василівна (1906—1979) — доярка, Герой Соціалістичної Праці.
- Корнєва Марія Василівна (1901—1991) — доярка, Герой Соціалістичної Праці.
- Курдюкова Євдокія Андріївна (1895—1982) — доярка, Герой Соціалістичної Праці.
- Малініна Парасковія Андріївна (1904—1983) — голова колгоспу, двічі Герой Соціалістичної Праці.
- Харитонова Марія Василівна (1904—1978) — доярка, Герой Соціалістичної Праці.
- Шишкова Юзефа Іванівна (1900—1975) — доярка, Герой Соціалістичної Праці.